# Duplicador a álcool

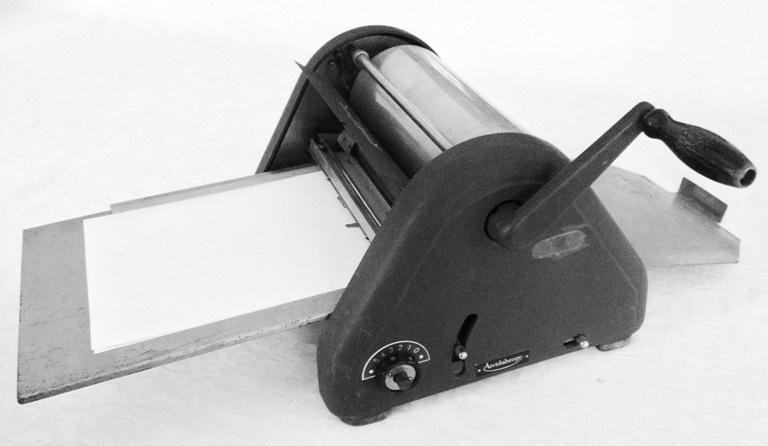
Duplicador a álcool da década de 1960.

Um duplicador a álcool (também referido como uma máquina Ditto na América do Norte) foi um método de impressão inventado em 1923 por Wilhelm Ritzerfeld e comumente utilizado para o resto do século XX. O álcool no nome deve-se a este ter sido um dos maiores componentes dos solventes usados como "tintas" nessas máquinas. O dispositivo coexistiu com o mimeógrafo.
Os duplicadores a álcool foram usados principalmente por escolas, igrejas, clubes e outras organizações pequenas, como na produção de fanzines, devido ao número limitado de cópias que um poderia fazer de um original, juntamente com o baixo custo (e a baixa qualidade correspondente) de copiar.
O aroma vagamente doce das páginas frescas do duplicador era uma característica memorável das escolas da época do duplicador a álcool. Uma referência a isto na cultura pop pode ser encontrada no filme de 1982 Fast Times At Ridgemont High. Em um dado ponto, um professor distribui testes duplicados para classe, e cada aluno levanta imediatamente a folha para seu nariz e inspira.

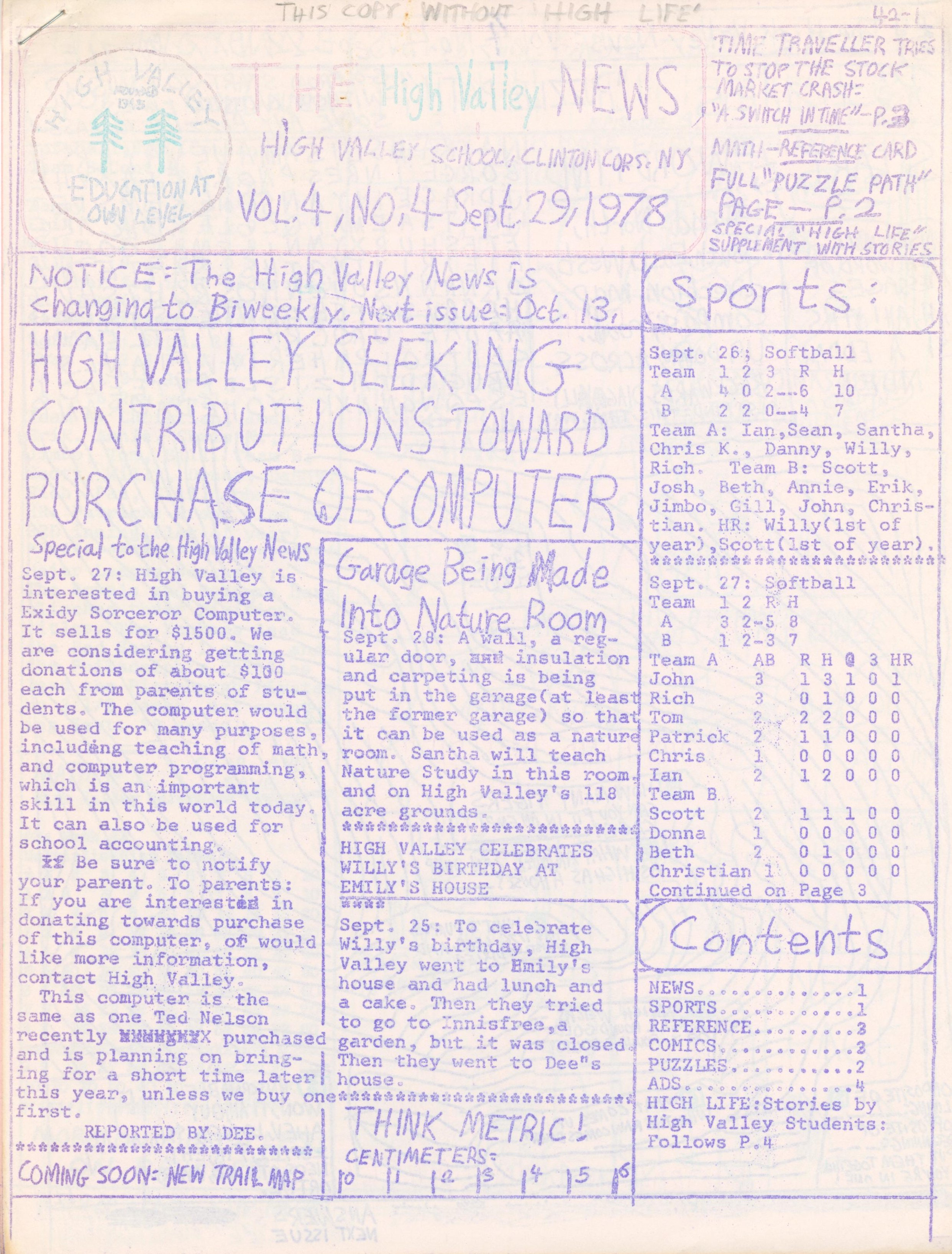
Um jornal de escola publicado usando uma máquina ditto em 1978.